# Aonides trifida
Aonides trifida är en ringmaskart som beskrevs av Estcourt 1967. Aonides trifida ingår i släktet Aonides och familjen Spionidae.
Artens utbredningsområde är havet kring Nya Zeeland. Inga underarter finns listade i Catalogue of Life.